# Mistrzostwa Białoruskiej SRR w hokeju na lodzie
Mistrzostwa Białoruskiej SRR w hokeju na lodzie (ros. Чемпионат Белорусской ССР по хоккею с шайбой) – najwyższa liga rozgrywkowa w hokeju na lodzie w Białoruskiej SRR.

## Medaliści
| Rok  | I miejsce                                                 | II miejsce                                                | III miejsce                                               |
| ---- | --------------------------------------------------------- | --------------------------------------------------------- | --------------------------------------------------------- |
| 1965 | Wympieł Mińsk                                             | Stankostroitiel Witebsk                                   | Mietałłurg Mohylew                                        |
| 1966 | Rozgrywki niedokończone z powodu warunków atmosferycznych | Rozgrywki niedokończone z powodu warunków atmosferycznych | Rozgrywki niedokończone z powodu warunków atmosferycznych |
| 1967 | SKA Mińsk                                                 | Wympieł Mińsk                                             | Buriewiestnik Mińsk                                       |
| 1968 | Dinamo Mińsk                                              | Wympieł Mińsk                                             | Torpedo Mińsk                                             |
| 1969 | Wympieł Mińsk                                             | Dinamo Mińsk                                              | Torpedo Mińsk                                             |
| 1970 | Dinamo Mińsk                                              | Wympieł Mińsk                                             | Torpedo Mińsk                                             |
| 1971 | Spartak Witebsk                                           | Spartak Mińsk                                             | Traktor Mińsk                                             |
| 1972 | Wympieł Mińsk                                             | Krasnoje Znamia Bobrujsk                                  | Dinamo Mińsk                                              |
| 1973 | Wympieł Mińsk                                             | Torpedo Mińsk                                             | ETZ Homel                                                 |
| 1974 | Wympieł Mińsk                                             | SKIF Mińsk                                                | Stroitiel Bobrujsk                                        |
| 1975 | Stroitiel Bobrujsk                                        | SKIF Mińsk                                                | Torpedo Mińsk                                             |
| 1976 | ETZ Homel                                                 | Stroitiel Bobrujsk                                        | Torpedo Mińsk                                             |
| 1977 | Szynnik Bobrujsk                                          | ETZ Homel                                                 | SKIF Mińsk                                                |
| 1978 | Szynnik Bobrujsk                                          | Wympieł Mińsk                                             | ETZ Homel                                                 |
| 1979 | Wympieł Mińsk                                             | ETZ Homel                                                 | Szynnik Bobrujsk                                          |
| 1980 | Junost' Mińsk                                             | ETZ Homel                                                 | Chimik Nowopołock                                         |
| 1981 | Szynnik Bobrujsk                                          | Torpedo Mińsk                                             | Chimik Nowopołock                                         |
| 1982 | Szynnik Bobrujsk                                          | Ekran Homel                                               | Torpedo Mińsk                                             |
| 1983 | Szynnik Bobrujsk                                          | Wympieł Mińsk                                             | Chimik Nowopołock                                         |
| 1984 |                                                           |                                                           |                                                           |
| 1985 | Szynnik Bobrujsk                                          | KSM Grodno                                                | Chimik Nowopołock                                         |
| 1986 | Szynnik Bobrujsk                                          | Chimik Nowopołock                                         | Torpedo Mohylew                                           |
| 1987 | SzWSM Grodno                                              | Chimik Nowopołock                                         | Wympieł Mińsk                                             |
| 1988 | SzWSM Grodno                                              | Torpedo Mińsk                                             | Wympieł Mińsk                                             |
| 1989 | Szynnik Bobrujsk                                          | Chimik Nowopołock                                         | Wympieł Mińsk                                             |
| 1990 | Chimik Nowopołock                                         | Biełstal Żłobin                                           | SKIF Mińsk                                                |
| 1991 | Biełstal Żłobin                                           | Wympieł Mińsk                                             | Torpedo Mińsk                                             |